# 田岡咲香
田岡 咲香（たおか さきか、1985年12月13日 - ）は、日本のフリーアナウンサー。香川県丸亀市出身。香川大学経済学部経営システム学科卒業。身長160cm。血液型AB型。

## 来歴
東京アナウンスセミナーの第8期生で、香川大学在学時に通っていた。
大学卒業後、2008年4月に中京テレビ放送にアナウンサーとして入社。入社直後の同年7月に東海地区の地上デジタル放送推進大使に任命され、以来同局の鹿内美沙と任務を分担しながら大使を務めていた。このほか、チュウキョ〜くん関連のミニ番組や子供向けイベントの司会なども担当していた。
2011年2月24日、同年3月31日をもって中京テレビを退社することを、同日未明（23日深夜）に放送の『ana-ana girl's』および同番組の生放送終了直後に更新した自身のブログで公表した。退社後はフリーアナウンサーへ転向し、2011年8月にキャスト・プラスに所属。同年10月から2013年3月の1年半の間、TBSニュースバードのキャスターを務めたのち、2013年4月から2014年7月まで、NHK BS1『ワールドスポーツMLB』のキャスターを務めた。
2013年8月22日に入籍（挙式は翌年の2月22日）。2014年9月28日、第一子となる女児を出産したことを自身のツイッターで発表した。
2015年4月末、キャスト・プラスとの契約解除。

## 人物
- 女性アイドルが好きで、自身のブログでAKB48の大ファンであることを公表していた[5]。その事を買われてか、『アナアナ商会』では毎回SKE48のメンバーたちとトークをするコーナーを担当していた。
- 社外では元東海テレビアナウンサーの成嶋早穂[3]やメ〜テレアナウンサーの塩尻奈都子などと交友関係があり、たびたびプライベートで一緒に遊びに行ってはその写真をブログに掲載していた[6]。

## 担当番組

### 過去の担当番組
中京テレビ
- NEWS ZERO 中京テレビローカルパート
- 中京テレビNEWSリアルタイム（不定期出演）
- NNNストレイトニュース 中京テレビローカルパート（2008年7月25日）
- アンデュ（リポーター）
- チュウキョ〜くんといっしょ!（田岡咲香おねえさん役）
- 第87回全国高等学校サッカー選手権大会 愛知県大会（応援席リポーター）
- PS （不定期出演）
- おもいッきりDON!ナゴヤ（月曜 - 水曜出演）
- 幸せの黄色い仔犬（告知担当）
- おもいッきりDON!1155 （2009年5月21日、「フーテンのたっち 天カメはつらいよ」出演）
- ズームイン!!SUPER 中京テレビローカルパート（ナレーター）[7]
- アナアナ商会（「大人の階段」担当）
- news every. 中京テレビローカルパート（不定期出演、松岡陽子休暇中の代理出演）
- SPORTS STADIUM （2010年10月3日、鹿内美沙休暇中の代理出演）
- ana-ana girl's （不定期出演）
- 地元応援バラエティ このへん!!トラベラー 今夜は生だよ!爆笑2時間スペシャル（2010年12月30日、中京テレビ版ゲスト出演）

フリー転向後
- TBSニュースバード放送番組（2011年10月 - 2013年3月）
- 爆笑問題の日曜サンデー（TBSラジオ・TBSニュース担当、不定期）
- ワールドスポーツMLB（NHK BS1、2013年4月1日 - 2014年7月13日[8]）